# Шахти Новоекономічного
Шахти Новоекономічного — кустарні шахти «селянського типу» та напівкустарні вугільні підприємства, що експлуатувалися із середини XIX по середину ХХ століття на території сучасних смт Новоекономічне Покровського району і північної частини міста Мирноград (колишній Димитров) Донецької області, — тобто, на землях селян Новоекономічного. Станом на 2017 рік, жодна з них не діє.

## Загальний опис
Перші документальні свідчення про видобуток вугілля на землях селян вказаного населеного пункту датовані 1862 роком, то ж прийнято вважати, що перші кустарні копальні тут було відкрито в середині XIX століття. У «Матеріалах для географії та статистики…» вказано:
|  | «На річці Казенному Торці при селі Новоекономічне – [розробляється пласт вугілля потужністю] 5 футів 9 дюймів» |

. 
Слід зазначити, що існувало два центри кустарного вуглевидобутку на землях селян Новоекономічного: на правому березі річки Казенний Торець і західніше села — на території сучасного міста Мирноград. Вважається, що перша вугільна ділянка досить швидко вичерпала себе, однак ствол шахти на березі Казенного Торця на південній околиці села Новоекономічне був навіть нанесений на німецькі карти середини ХХ століття.

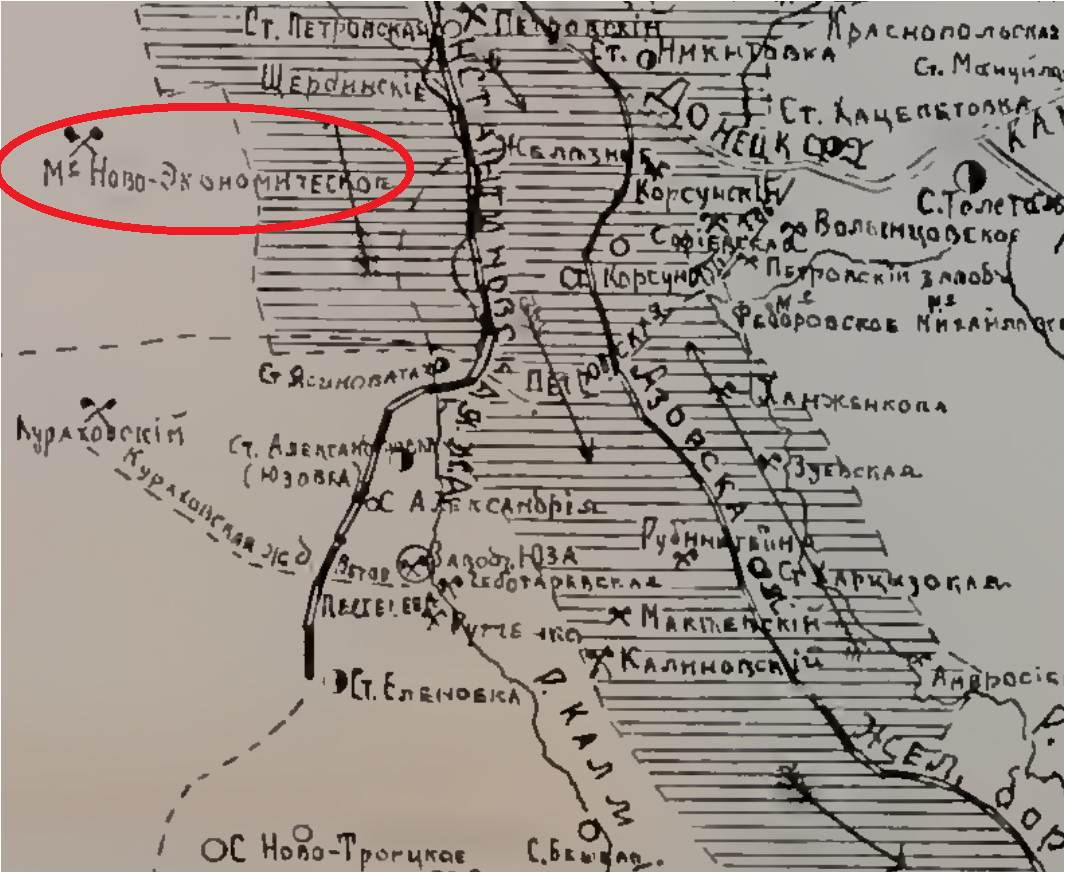
Караківська копальня генерала Шабельського на схемі П. І. Фоміна

Однією з перших копалень в районі Новоекономічного вважається Караківський рудник генерал-майора М. І. Шабельського. Територіально він знаходився посередині між містом Мирноград і селом Красний Лиман. Міністерство державного майна дозволило розробку цього пласта на селянських землях поміщику Шабельському за щорічну плату 80 крб. сріблом. Рудник був розташований «на 14-й версті від [поштової] станції Гришине по дорозі від Слов'янки на Бахмут» на землях казенного села Новоекономічне. Розроблявся пласт коксівного вугілля потужністю 3 фути 9 дюймів (1,14 м).
В 1862—1864 роках розробляли пласти вугілля, що знаходилися неглибоко відносно денної поверхні (10-12 сажнів). Зустрічалися пласти вугілля потужністю від 2,5 до 4 футів. При глибині шахт до 40 футів (12 м) вугілля було крихке, — лише більш глибокі шахти розкрили якісне вугілля на горизонті 12,5 сажнів. Вже в середині 60-х років XIX століття це родовище вважалося одним із найкращих у місцевості, оскільки було щільним і містило мало сірки. В 1862 році було видобуто 15 тис. пудів, у 1863 році — 50 тис. пудів, у 1864 році — 75 тис. пудів, у 1866 році — 155 тис. пудів вугілля. Вугілля збувалося на місці по 5 коп. за пуд, а також поставлялося в Слов'янськ на солеварні й Петровський металургійний завод (сучасне Єнакієве).
П. І. Фомін вказував: 
|  | «Вугілля коксівне, видобувається в великих шматках і не вивітрюючись переносить далеке перевезення. Працюють [в підземних виробках] за допомогою кам'яної кріплення. Підйом вугілля і людей — на канаті ручними вертикальними воротами. Водовідлив — цебрами. Видобуток — не більше 150000 пудів на рік. Плата робочим — відрядна, з кубічної сажні кам'яного вугілля, в розмірі від 8,50 до 10,50 крб. за сажень, дивлячись по глибині шахти. Працюють селяни сусіднього села Каракова артілями по 10 чоловік кожна… Хороша артіль, за словами Іваницького, виробляє на добу одну кубічну сажень, з доставкою наверх і з кладкою в сажень. При обліку заробітку, приймається в розрахунок лише крупне вугілля, невелике ж вугілля робочі зобов'язані підняти нагору безкоштовно, і в рахунок видобутку він не йде… Наймання робітників для видобутку вугілля починається після закінчення польових робіт, з жовтня, і роботи виробляються до початку сезону сільськогосподарських робіт, коли селяни в усьому цьому районі кидають роботи в копальнях». |

 Караківське вугілля також поставлялося до Слов'янська на солеварні.
В середині 70-х років XIX століття вуглевидобуток на копальні Шабельського припинилася. Станом на 1872 рік, 3 шахти Караківського рудника (з числом робітників — 16) видали 60 тис. пудів вугілля. Паливо продавалося на місці по 1…1,2 крб. за 12-пудову чверть. Згідно підшивці номерів «Гірничого журналу» за 1875—1883 роки, на Караківській копальні в 1873 році було видобуто 60 тис. пудів, в 1875 році — 10 тис. пудів; в 1874, 1876—1879 роках шахти не діяли, а з 1880 року копальня не числиться у відповідних документах. «Караковський рудник на землі селища Новоекономічне (Каракова), орендований паном Шабельським. Пласт в 4 фути 1 дюйм товщини. Шахт — 2. Протягом 1874 року не працював». Серед причин різкого згасання і припинення вуглевидобутку на руднику називають: відсутність поблизу залізниць і судноплавних річок, смерть на початку 70-х років генерал-майора М. І. Шабельського, а також — характер вуглевидобутку, який був кустарним, або близьким до кустарного.
Є інформація, що рудник Шабельського був далеко не першим і не єдиним підприємством, яке розробляло вугілля на землях Новоекономічного. В безпосередній близькості до рудника працювали й дрібні селянські копальні. З цього приводу вказано: 
«Селяни села дрібними шахтами розробляли пласти, потужність яких коливалася від 0,36 до 0,89 метра. Ці пласти отримали назву „сажа“. Уже тоді [інженер А. С. Бріо з Харкова, який займався хімічними дослідженнями вугілля] стверджував, що вугілля з Новоекономічного може бути використане для видобутку газу… Більшість селянських шахт на землях, що належать громаді села Новоекономічне, було зосереджено по балці Грузькій (сучасна територія міста (Димитров), між балками Матюхіна і Водяна, на схилах яру Ключового (північно-західна і західна околиця села). У балці Саприкіна (сучасна територія міста (Димитров) селяни Новоекономічного при ритті колодязя наткнулися на вугільний пласт m24. Потім цей пласт розробляли відразу на дванадцятьох селянських шахтах. Шахти (дудки, колодязі) в той час представляли собою ями глибиною від 10 до 20 сажнів і до 2 аршин в діаметрі. Горизонтальні вироблення віддалялися від стовбура на відстань не більше 40 сажнів. На кожній з таких шахт працювали по 10-20 чоловік» (в цитаті стилістика автора збережена).
Таким чином, селянські шахти практично нічим не відрізнялися від описаного вище «рудника». Закриття Караківського рудника не викликало ніякої катастрофи ані для місцевих жителів, ані для місцевої кам'яновугільної промисловості, через наявність його «аналогів» поблизу, які продовжували розробку надр на території, що належала селянській громаді казенного села Новоекономічне. Так, з 1881 року на землях села Новоекономічне вугілля видобували на руднику Тягунова, до 1884 року — на руднику Розинга. З 1884 року тут працювала шахта О. М. Жуковського. Станом на 1886—1887 роки, Новоекономічна копальня О. М. Жуковського при станції Гришине (Покровськ) видобувала по 360 тис. пудів вугілля на рік (тобто, більше, аніж Караківський рудник генерала Шабельського) при річній видобувній здатності 600 тис. пудів.
У 80-х — 90-х роках XIX століття на землях Новоекономічного мали місце перші спроби налагодження промислового вуглевидобутку. Про Гришинську копальню Південно-Російського Дніпровського металургійного товариства (голова правління — Де-Макар), можна сказати наступне: «На землях Новоекономічної сільської громади і на сусідніх землях видобувався вугілля вже з 1882 року (Південно-Російським Дніпровським металургійним товариством та іншими особами). Розроблялися пласти біля річки [Казенний] Торець… товщиною від ¾ до 1 ½ аршин. Внаслідок труднощів в роботах через пливуни і нестачу технічних засобів боротьби з ними, роботи ці не могли розвинутися, і видобуток… був невеликим». Це товариство робило спроби розробки вугілля по балках Водяна, Грузська, Сінна, Матюхіна та ін. В сучасному розумінні — на території північної частини Мирнограда (на схід і північний схід від шахти «Центральна»), в Новоекономічному і на схід від села Красний Лиман. Розроблялися пласти вугілля на глибині 20-30 м. Промисловій розробці перешкоджав великий приплив води. Назва балки Водяна говорить сама за себе, — по балці були виявлені кілька джерел, що били і виходили з вміщуючих порід. Станом на 1893 рік, деякі шахти Південно-Російського Дніпровського металургійного товариства ще діяли. «Робилися спроби розробки кам'яного вугілля, але ці спроби часто закінчувалися невдачею, оскільки за справу бралися люди зовсім недосвідчені, з малими капіталами, й застосовували при розробках найпримітивніші способи».
Протягом першої половини ХХ століття тут тісно перепліталися, доповнювали один одного, кустарний і промисловий видобуток вугілля. У 1904—1905 господарському році завантаження трохи більше одного вагону (750 пудів) вугілля по станції Гришине забезпечив О. П. Євтухов. У 1906—1907 господарському році цей підприємець відвантажив по станції Гришине 7,8 тис. пудів вугілля. То ж, «дід Панас» з'явився у Новоекономічному не пізніше 1904 року.
За даними С. П. Луковенко, з посиланням на вказані спогади, у документах мова йде про дві різні кустарні копальні, що були закладені в різних місцях по околицях сучасних міста Мирноград і селища Новоекономічне. Ось що він пише: «Першою з них називають дрібну копанку в районі блоку № 5 сучасної шахти імені О. Г. Стаханова. Вона перебувала на протилежному боці балки … а розроблявся на ній пласт „ясен“, що виходив на поверхню… Що стосується цієї шахти, то шурф вирили вище балкою. Але… шахта була в трясовині. З шахти через верх йшла вода. Тому шахту закрили. Євтухов домігся у місцевої влади дозволу на будівництво другої шахти. Працювали артіллю». Залишки породного відвалу цієї шахти збереглися до наших днів.
О. П. Євтухов приступив до пошуків вугільних пластів на землях села Новоекономічне. Але протягом трьох років про це достеменно ніхто нічого не знав, якщо не брати до уваги чутки, що "дід Панас знайшов «сажу». Ці роки він, на основі виявлених малопотужних пластів, що залягали на невеликій глибині, і в окремих випадках виходили на поверхню, усвідомлено і цілеспрямовано вів пошук основного пласта вугілля Гришинського вугленосного району.
У 1908 році посилилися пошуки промислових пластів вугілля на захід від села Новоекономічне. Розгорнулося будівництво шурфів, почали відкриватися нові кустарні шахти. Знайшов нові виходи пластів на денну поверхню і О. П. Євтухов. На початку 1909 року він уклав договір з громадою села Новоекономічне про оренду ділянки землі в балці Весела — в 4 десятини. За умовами орендного договору, О. П. Євтухову виділявся земельну ділянку терміном на 10 років з орендною платою в перші 3 роки — 600, а в наступні — 1000 крб. в рік і безкоштовним наданням селянській громаді 1000 пудів вугілля на рік. Приватний підприємець набрав артіль і почав рити чергову «дудку». Так був відкритий Олександрівський рудник. Щодо розробки вугільного пласту l7 «Товстий», основного в «Гришинській» свиті вугілля, який за свідченнями О. О. Гапєєва вперше у 1911 році розкрив О. П. Євтухов, — це навряд чи сталося саме на Олександрівському руднику. Своє перше вугілля ця шахта видала вже наприкінці 1909 року. В 1910 році на шахті працювало 28 осіб, в 1911 році — до 16 чоловік. Олександрівський рудник знаходився в районі сучасного ДЕМЗ (м. Мирноград). Глибина підйомної шахти, обладнаної кінним воротом, становила 56 сажнів; також працювала вентиляційна шахта. У 1910 році тут було видобуто 160 тис. пудів вугілля при видобувній здатності 0,3 млн пудів на рік. У 1911 році видобули 111 тис. пудів вугілля, і видобувна здатність на 1912 рік була встановлена в розмірі 100 тис. пудів на рік. Шахта почала допрацьовувати своє поле. Тому в 1912 році О. П. Євтухов продав свою шахта Є. Н. Шпунтовичу.
Станом на 1910—1913 роки, в Новоекономічному працювали й інші селянські шахти. Їх спіткала така сама доля, як й Олександрівський рудник Євтухова. Всі шахти були обладнані кінним воротом. Їх продуктивність коливалася від декількох тисяч до сотень тисяч пудів вугілля на рік. Територіально всі селянські шахти села Новоекономічне на початку ХХ століття знаходилися в північній частині сучасного Мирнограда. На шахті А. І. Карпова в 1910 році працювали 45 робочих, а річний видобуток склав 230 тис. пудів при видобувній здатності 0,45 млн пудів вугілля на рік. Шахта А. М. Фоміна, як і шахта Євтухова, в 1910 році видала на-гора 160 тис. пудів при видобувній здатності 0,3 млн пудів. Тут працювали 28 робітників. На схід від сучасної шахти «Центральна», між яром Ключовим і балкою Водяна працювала шахта М. С. Єрьоменко (Яременко?), на якій в 1910 році видобули 230 тис. пудів, видобувна здатність — 0,45 млн пудів. Тоді на шахті працювали 45 робітників. Але в 1911 році на копальні значилося 5 підземних робітників, а річний видобуток склав 15 тис. пудів вугілля, причому видобувна здатність на 1912 рік не встановлювалася. Причина стрімкого спадання видобутку: розроблявся пласт вугілля потужністю близько 0,5 м. У балці Дякова (північна частина Мирнограда) працювали 8 шахт, власником яких був А. В. Качанов. На кожній шахті працювали по 15-20 чоловік, і їх сумарний видобуток становив 70 тис. пудів вугілля.
Станом на 1923—1924 роки, в районі станції Гришине числилися наступні кустарні шахти: Андрєєва, Гелюкіна, Гукова (діяла 1 шахта з 2), Даценко (діяла), Єфимова (діяла), Зубкова, Карпова, Колодова, Кочегарова, Михайкіна, Мигунова, Надєєва, Наумова (діяла 1 шахта з 4), Науменко, Нікіфорова (діяла), Паринцева (діяла 1 шахта з 2), Протопенка, Рижкова, Сентківського, Сєньковського, Суботіна (діяла 1 шахта з 2), Фоміна, Хорькової, Шиманського. Більшість із них були на колишніх землях селян Новоекономічного. Стосовно останнього шахтовласника (2 шахти, які після революції 1917—1921 років не діяли): на Караківській залізничній гілці, яка була під'їзною колією Ново-Економічного рудника, був роз'їзд Шиманьский. За переказами старожилів, роз'їзд названий на честь колійника, який тут працював. Як бачимо, це може не відповідати дійсності.
Центром кустарного вуглевидобутку Гришинського вугленосного району залишалася північна частина сучасного Мирнограда й околиці. Станом на 1929 рік, в Гришинському районі Артемівського округу числилися наступні артілі, що займалися видобутком вугілля й належали до «Кустпромсоюзу»: «Вуглекоп» (село Разіне), «Трудівник», ім. Разіна, ім. Петровського, ім. Леніна, «Україна» (Новоекономічне).
До середини 50-х років працювала дрібна шахта Турчина (Турчинова). Гірничі роботи вели буропідривних способом, для чого на складі підприємства зберігали бочки з порохом. Відвали породи шахти в районі на північний захід від Новоекономічного і ставків-відстійників шахти ім. О. Г. Стаханова збереглися досі. Сам Турчин проживав у селі Разіне.